# Thomas Bradwardine
Thomas Bradwardine (Bredwardine, 1300 körül – Canterbury, 1349. augusztus 26.) latin nyelven író középkori angol matematikus, csillagász, és teológus.
Az Oxfordi Egyetem magisztere volt, és jelentős tudományos (matematikai, kinetikai, és asztronómiai) műveket hagyott az utókorra, így:
- De arithmetica speculativa
- De arithmetica practica
- De geometria speculativa
- De continuo
- De proportionibus velocitatum
- De velocitate motuum
- Tabulae astronomicae

Teológiai tartalmú a De causa Dei című írása. Ebben Istenből, mint a legtökéletesebb létező fogalmából indul ki. Megállapítja, hogy logikailag lehetséges, mert nem tartalmaz ellentmondást. Másik érve, hogy nem lehet a létezők sorában a végtelenségig menni, mert minden nemben van egy principium. Véleménye szerint Isten akarata az emberi aktusok – nem csupán elégséges, de éppen kényszerítő – első ható oka. Isten tehát szükségszerűen determinálhat minden teremtett akaratot szabad aktus végrehajtására. Ahhoz tudniillik, hogy egy aktus szabad legyen, szükséges és elégséges, hogy ezt az aktust ne határozzák meg másodlagos okok – de: nem szükséges és nem is lehetséges, hogy ne legyen az aktus szükségszerűen alávetve az első oknak, azaz Istennek. Matematikai szigorúságú és világosságú levezetései nagy hatást gyakoroltak a késő középkor filozófiájára.